# Мерсед (місто)
Мерсед (англ. Merced) — місто (англ. city) в США, в окрузі Мерсед штату Каліфорнія. Населення — 86 333 особи (2020).
Воно назване по річці Мерсед-рівер.

## Географія
Мерсед розташований за координатами 37°18′20″ пн. ш. 120°28′40″ зх. д. / 37.30556° пн. ш. 120.47778° зх. д. (37.305577, -120.477717). За даними Бюро перепису населення США в 2010 році місто мало площу 60,39 км², уся площа — суходіл.

### Клімат
| Клімат : Мерсед                          | Клімат : Мерсед | Клімат : Мерсед | Клімат : Мерсед | Клімат : Мерсед | Клімат : Мерсед | Клімат : Мерсед | Клімат : Мерсед | Клімат : Мерсед | Клімат : Мерсед | Клімат : Мерсед | Клімат : Мерсед | Клімат : Мерсед | Клімат : Мерсед |
| Показник                                 | Січ.            | Лют.            | Бер.            | Квіт.           | Трав.           | Черв.           | Лип.            | Серп.           | Вер.            | Жовт.           | Лист.           | Груд.           | Рік             |
| Абсолютний максимум, °C                  | 25,0            | 28,9            | 31,1            | 36,7            | 42,8            | 43,9            | 45,6            | 45,6            | 43,3            | 38,9            | 32,8            | 24,4            | 45,6            |
| Середній максимум, °C                    | 12,7            | 16,4            | 19,6            | 23,5            | 28,1            | 32,7            | 36,2            | 35,2            | 32,2            | 26,6            | 19,0            | 13,2            | 24,6            |
| Середній мінімум, °C                     | 2,2             | 3,7             | 5,1             | 7,2             | 10,3            | 13,6            | 16,1            | 14,9            | 12,7            | 8,4             | 4,2             | 2,0             | 8,4             |
| Абсолютний мінімум, °C                   | −10,6           | −6,7            | −6,7            | −5,6            | −1,1            | 2,8             | 3,9             | 1,7             | 0,0             | −2,2            | −6,1            | −9,4            | −10,6           |
| Норма опадів, мм                         | 62              | 55              | 50              | 28              | 11              | 3               | 0               | 1               | 4               | 15              | 35              | 48              | 312             |
| ---------------------------------------- | --------------- | --------------- | --------------- | --------------- | --------------- | --------------- | --------------- | --------------- | --------------- | --------------- | --------------- | --------------- | --------------- |
| Джерело: Western Regional Climate Center |                 |                 |                 |                 |                 |                 |                 |                 |                 |                 |                 |                 |                 |

## Демографія

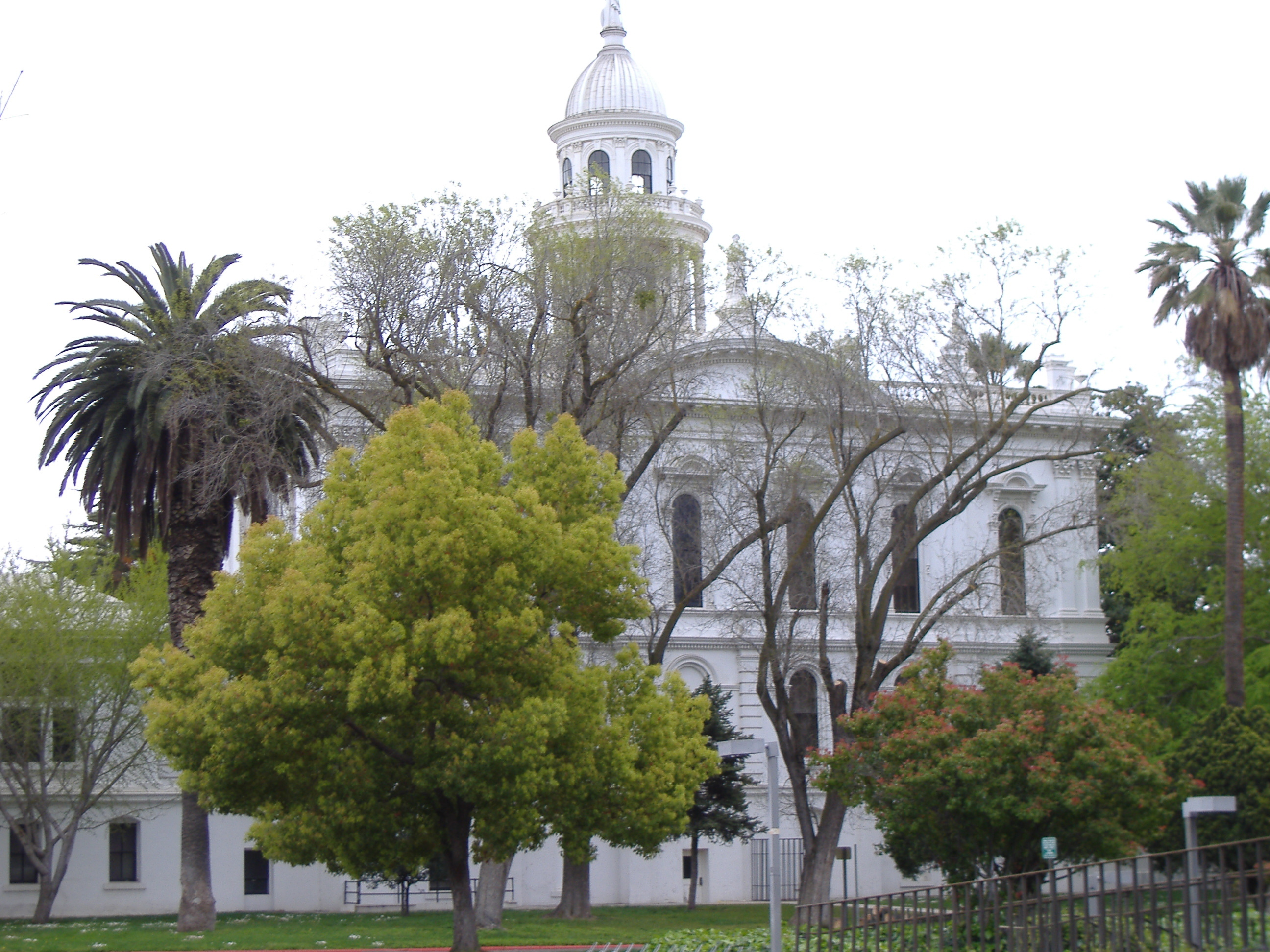
Будівля колишнього суду, тепер музей

Згідно з переписом 2010 року, у місті мешкало 78 958 осіб у 24 899 домогосподарствах у складі 17 820 родин. Густота населення становила 1307 осіб/км². Було 27446 помешкань (454/км²).
Расовий склад населення:
| - 52,2 % — білих - 11,8 % — азіатів - 6,3 % — чорних або афроамериканців - 1,5 % — корінних американців - 0,2 % — вихідців з тихоокеанських островів - 22,5 % — осіб інших рас |

До двох чи більше рас належало 5,5 %. Частка іспаномовних становила 49,6 % від усіх жителів.
За віковим діапазоном населення розподілялося таким чином: 31,8 % — особи молодші 18 років, 59,4 % — особи у віці 18—64 років, 8,8 % — особи у віці 65 років та старші. Медіана віку мешканця становила 28,1 року. На 100 осіб жіночої статі у місті припадало 96,3 чоловіків; на 100 жінок у віці від 18 років та старших — 93,6 чоловіків також старших 18 років.
Середній дохід на одне домашнє господарство становив 53 786 доларів США (медіана — 37 627), а середній дохід на одну сім'ю — 58 955 доларів (медіана — 40 970). Медіана доходів становила 38 650 доларів для чоловіків та 34 496 доларів для жінок. За межею бідності перебувало 31,9 % осіб, у тому числі 44,6 % дітей у віці до 18 років та 13,8 % осіб у віці 65 років та старших.
Цивільне працевлаштоване населення становило 28 784 особи. Основні галузі зайнятості: освіта, охорона здоров'я та соціальна допомога — 29,6 %, роздрібна торгівля — 11,6 %, виробництво — 9,3 %, мистецтво, розваги та відпочинок — 9,0 %.

## Персоналії
- Джанет Лі (1927—2004) — американська акторка.